# Люция Вайтукайте
Люция Вайтукайте (лит. Liucija Vaitukaitytė; нар. 24 квітня 2000, Дусетос, Литва) — литовська футболістка, півзахисниця італійського «Помільяно» та національної збірної Литви.

## Клубна кар'єра
Люция розпочала свою футбольну кар'єру у віці 12 років, у 2007 році. Розпочав грати за молодіжну команду свого рідного міста Дусетос, «Дусету» (Айняї), в якому виступала до 2012 року. Після цього перейшла до «Жальгіріса», де також виступала за молодіжну команду.
У 2014 році перейшла до «Жара», де стала гравчинею першою командою, яка грала А-Лізі Литви, вищому дивізіону жіночого чемпіонату Литви з футболу. У команді виступала протягом двох сезонів, в обох з яких посідає 2-е місце, в обох випадках поступався «Гінтра Універсітетас».
У 2016 році перейшла до чинних чемпіонів «Гінтра Універсітетас», разом з яким оформила «золотий дубль» (виграла чемпіонат та кубок країни). Також дебютувала в жіночій Лізі чемпіонів 2016/17, зіграла всі три матчі в групі 7 в попередньому раунді кваліфікації. Також в онлайн-режимі дебютував 23 серпня 2016 року з молдаванами з Кріуляни, але не отримав доступу до наступного етапу. Залишалася в клубі у наступному сезоні, з якою виграв другий титул чемпіона Литви. Також брала участь у Лізі чемпіонів 2017/18 років, допомогла «Гінтра Універсітетасу» виграти групу 1, в 1/16 фіналу литовки обіграли чинного чемпіона Швейцарії «Цюрих» а в 1/8 фіналу поступилися «Барселоні» та вибули з турніру. Загалом Вайтукайте зіграла десять матчів в Лізі чемпіонів, забив чотири м’ячі та віддав п’ять результативних передач.
У 2018 році підписав контракт із «Сарагосою», що стало її першим закордонним контрактом, але не дебютував у цій команді, а потім того ж року перейшов до «Гранаділія Тенеріфе».
Наступного року, у 2019 році, підписав контракт із «Севільєю», звідки після нетривалого перебування, перейшла до «Расінг Сантандер». У грудні 2020 року залишалася єдиною литовською футболісткою, яка на професіональному рівні виступала за кордоном. Двічі визнавалася футболісткою року в Литві (лютий 2021 року та січень 2022 року).
Наприкінці липня 2021 року переїхала в Помільяно, новачка Серії А, щоб зіграти в сезоні у своєму другому закордонному чемпіонаті, італійському . Під керівництвом Мануела Тесси дебютувала 28 серпня 2021 року в поєдинку 1-го туру Серії A проти «Ювентуса» (3:0).

## Кар'єра в збірній
У 2014 році Литовська футбольна асоціація вперше викликалв Вайтукайте до складу дівочої збірної Литви (WU-15).
Одягнула футболку дівочої збірної Литви (WU-17), на перший етап кваліфікації чемпіонату Європи 2016 року в Білорусі.
Згодом її викликали до молодіжної збірної Литви (WU-19), де Люция зіграла всі три матчі першого кваліфікаційного етапу чемпіонату Європи 2018 року в Швеції, а наступного року – у матчі першого кваліфікаційного етапу чемпіонату Європи 2019 року в Шотландії не змогла вийти до наступного еліт-раунду.
Тим часом у 2017 році також прибуває перший виклик до національної збірної під керівництвом Рімантаса Вікторавічюса до команди, яка готувалася до попереднього відбірковрнр раунду чемпіонату світу 2019 у Франції. У вище вказаному турнірі дебютував 6 квітня 2017 року в поєдинку проти Ізраїлю. Також виходила в стартовому складі у двох матчах групи 3, програному проти Молдови (0:2) та переможному (2:0) проти Андорри. Згодом Рімінтас Вікторявічус почав регулярно випускати її на поле в стартовому складі. Зіграла 9 матчів у кваліфікації чемпіонату Європи 2022 року в Англії, а також виступала в еліт-раунді кваліфікації чемпіонату світу 2023 року.

## Статистика виступів

### Клубна
| Сезон             | Команда           | Чемпіонат         | Чемпіонат | Чемпіонат | Нацю кубок | Нацю кубок | Нацю кубок | Конт. кубок | Конт. кубок | Конт. кубок | Інші кубки | Інші кубки | Інші кубки | Загалом | Загалом |
| Сезон             | Команда           | Змаг.             | Матчі     | Голи      | Змаг.      | Матчі      | Голи       | Змаг.       | Матчі       | Голи        | Змаг.      | Матчі      | Голи       | Матчі   | Голи    |
| ----------------- | ----------------- | ----------------- | --------- | --------- | ---------- | ---------- | ---------- | ----------- | ----------- | ----------- | ---------- | ---------- | ---------- | ------- | ------- |
| 2021-2022         | «Помільяно»       | A                 | 6         | 0         | КІ         | 1          | 0          |             | -           | -           |            | -          | -          | 7       | 0       |
| Усього за кар'єру | Усього за кар'єру | Усього за кар'єру | ??        | ?         |            | ?          | ?          |             | ?           | ?           |            | -          | -          | ?       | ?       |

## Досягнення

### Клубні
«Гінтра Універсітетас»
- Чемпіонат Литви
  -  Чемпіон (2): 2016, 2017

- Кубок Литви
  -  Володар (1): 2016

### Голи за збірну
| #  | Дата            | Місце   | Суперник | Рахунок | Результат | Турнір           |
| -- | --------------- | ------- | -------- | ------- | --------- | ---------------- |
| 1. | 12 березня 2017 | Лімасол | Бруней   | 2–0     | 2–0       | Товариський матч |
| 2. | 15 березня 2017 | Лімасол | Мальта   | 1–1     | 1–1       | Товариський матч |
| 3. | 10 квітня 2021  | Єреван  | Ліван    | 2–0     | 7–1       | Товариський матч |
| 4. | 10 квітня 2021  | Єреван  | Ліван    | 4–0     | 7–1       | Товариський матч |
| 5. | 12 квітня 2021  | Єреван  | Вірменія | 2–1     | 2–2       | Товариський матч |
| 6. | 10 червня 2021  | Йонава  | Латвія   | 2–0     | 5–0       | Кубок Балтії     |
| 7. | 12 червня 2021  | Йонава  | Латвія   | 4–0     | 5–0       | Кубок Балтії     |
| 8. | 19 лютого 2022  | Аланія  | Болгарія | 2–1     | 3–2       | Кубок Туреччини  |
| 9. | 19 лютого 2022  | Аланія  | Болгарія | 3–2     | 3–2       | Кубок Туреччини  |